# 佐林
51°3′32″N 30°12′3″E / 51.05889°N 30.20083°E
佐林（烏克蘭語：Зорин）是位於烏克蘭北部的村莊，由基辅州维什霍罗德区的伊萬基夫市鎮負責管轄。該村面積1平方公里，海拔高度115米，2001年人口296，人口密度每平方公里296人。